# Danspunk
Danspunk är en musikgenre som uppstod i slutet av 1970-talet, under postpunkeran. Genren karaktäriseras av rytmiska, dansvänliga, tempon. Under 2000-talet kan grupper som Death from Above 1979, The Rapture, Liars och LCD Soundsystem förknippas med genren.